# Hessite
La hessite est un minéral composé de tellurure d'argent(I) (Ag2Te). C'est un tellurure minéral gris foncé et mou qui forme des cristaux monocliniques.
Il est nommé d'après le chimiste et médecin Germain Henri Hess (1802–1850).
Aux USA, on trouve de la hessite dans le comté d'Eagle dans le Colorado et dans comté de Calaveras en Californie ainsi que dans beaucoup d'autres endroits.
La stützite (Ag7Te4) et l'empressite (AgTe) sont des minéraux de tellurure d'argent apparentés. 